# Petor
Petor (Pe'-thor, Phathoura, Bathoura) va ser una ciutat de l'Eufrates, esmentada a la Bíblia com "la residència de Balaam", el profeta no israelita cridat per Balak, rei de Moab durant l'èxode dels israelites cap a l'any 1405 aC. El Llibre dels Nombres explica que el rei de Moab el va cridar perquè llancés una maledicció contra els israelites que havien marxat d'Egipte i s'acostaven a Moab per ocupar-ne les terres.
El Deuteronomi diu que Balaam es trobava a Aram-Nahrain i correspondria a la ciutat que apareix a les fonts egípcies com Pedru o Pedri sota el faraó Tuthmosis III (cap a l'any 1500 aC) i a les assíries amb el nom de Pitru (Pithru). El rei Salmanassar II diu que la va conquerir al tercer any del seu regnat (857 aC) i la va anomenar Ana-Assur-utir-acbat (que vol dir "Jo he fundat un nova ciutat per a Ashur") i de la que diu que antigament era anomenada Pitru pels hattaa (hitites). La situa a la part occidental del riu a la vora d'un afluent anomenat Sagurru o Sagura, el modern Sajur a menys de 20 km al sud de Karkemish. En aquesta ciutat el rei assiri va rebre el tribut dels reis de Karkemish, Kummukhi (Commagene), Mildish (Malatya) i altres menors. Hi ha problemes d'identificació amb la ciutat bíblica per la distància que no es correspon i per la derivació de l'assiri Pitru, ja que Petor hauria de ser Pithuru en assiri, però com que Pitru no era el nom assiri sinó l'hitita, la discussió persisteix. Tomkins pensa que podria ser la Pteria d'Heròdot que s'identifica amb Hattusas.